# Régiment d'Hohenlohe (Restauration)

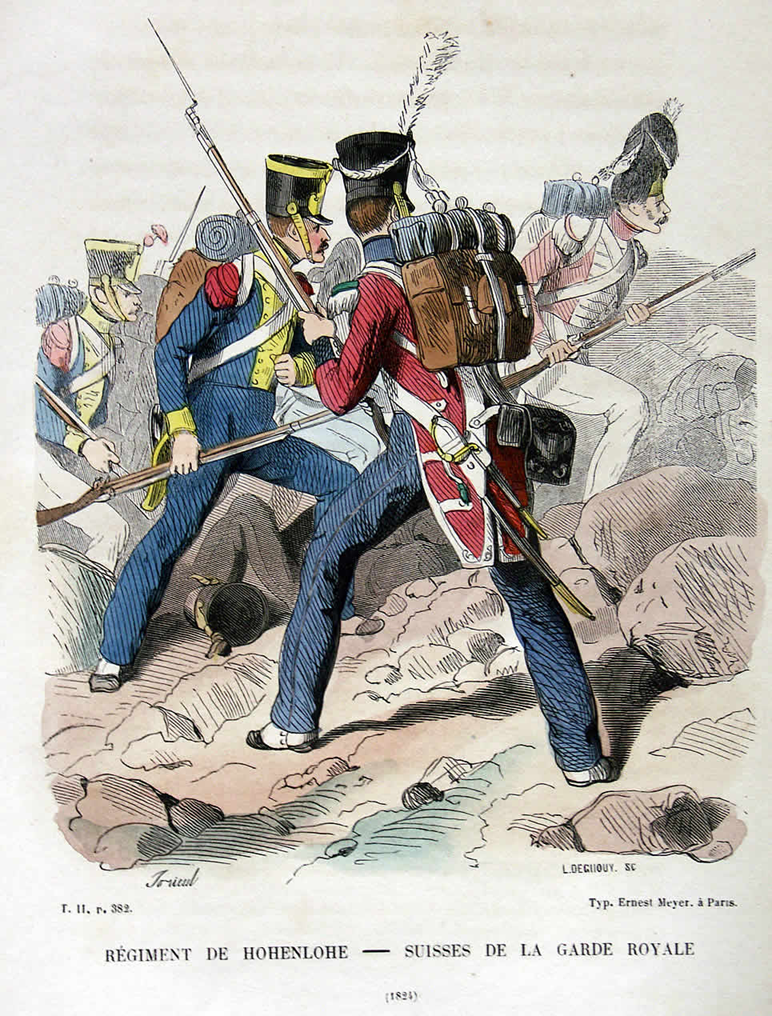
Soldat suisse et soldat du régiment d'Hohenlohe (en bleu) en 1826.

Le Régiment d'Hohenlohe (en allemand : Regiment Hohenlohe) est un régiment de soldats étrangers servant la France sous la Restauration. 
En 1816, le 2e régiment étranger de la Grande Armée qui est devenu « Légion étrangère royale », prend le nom de « Légion d'Hohenlohe » du nom de son chef, le prince Louis Aloy de Hohenlohe-Waldenburg-Bartenstein.
En 1821, il devient le régiment d'Hohenlohe. Ce régiment est dissous le 5 janvier 1831, en même temps que les régiments suisses. Ce licenciement est dû à leur fidélité au roi Charles X.
À sa création, la Légion étrangère reprend à son compte une partie des traditions de l’unité. Vers 1830, la cadence du pas des régiments de l’Ancien Régime est lente, en particulier au régiment d'Hohenlohe, ancêtre de la Légion. Cette tradition va ensuite être conservée, donnant ainsi le « pas Légion » bien connu.